# تشاك هينسلي
تشاك هينسلي (بالإنجليزية: Chuck Hensley)‏ هو لاعب كرة قاعدة أمريكي، ولد في 11 مارس 1959 في تولاري في الولايات المتحدة.

## وصلات خارجية
- تشاك هينسلي على موقعبيزبول رفرنس.كوم (الدوري الرئيسي) (الإنجليزية)
- تشاك هينسلي على موقعبيزبول رفرنس.كوم (الدوري الثانوي) (الإنجليزية)